# شهرداری سامتردیا

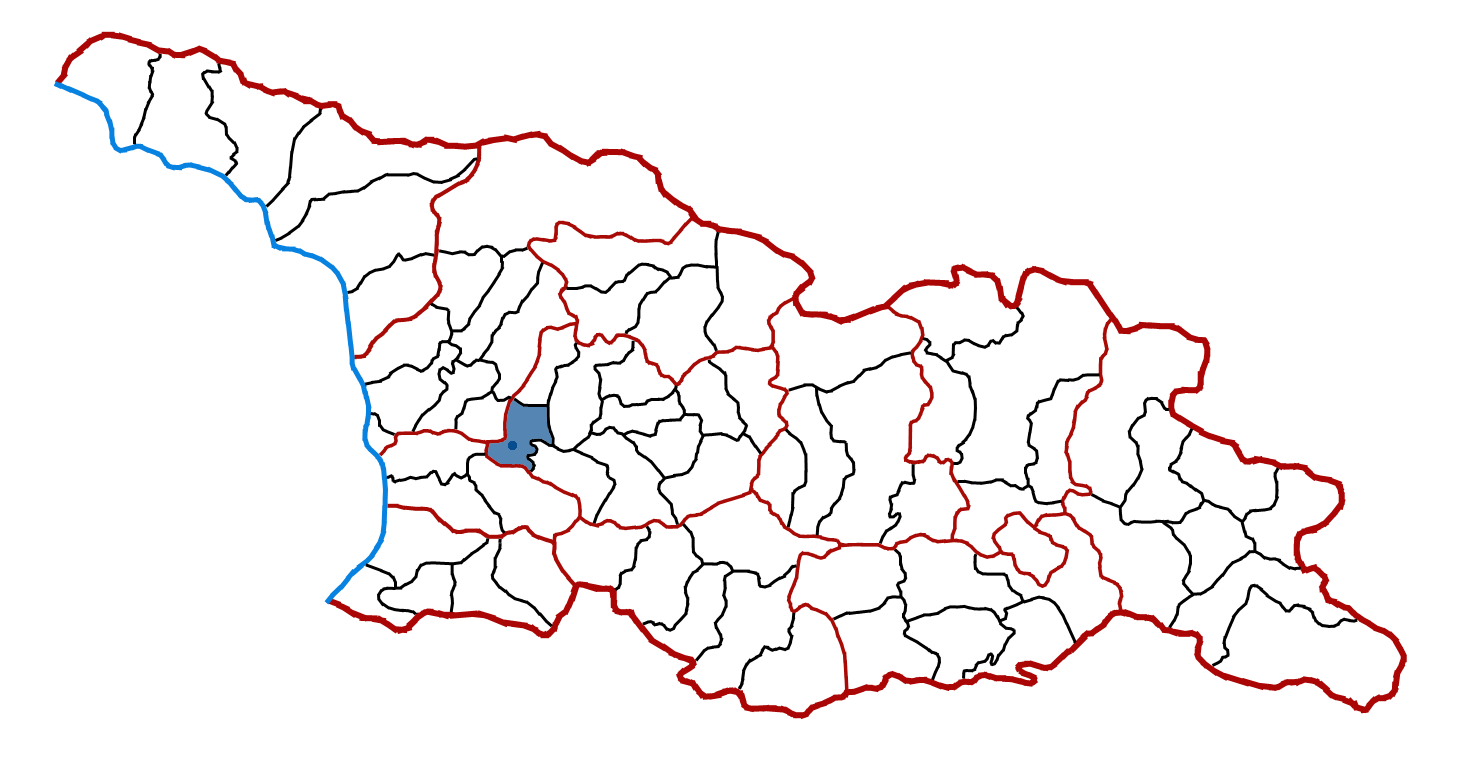
شهرداری سامتردیا

سامتردیا (گرجی: სამტრედიის მუნიციპალიტეტი) یکی از شهرداری‌های گرجستان در استان ایمرتی است. مرکز اداری آن سامتردیا است.
جمعیت: ۴۸۵۶۲ (سرشماری سال ۲۰۱۴).
مساحت: ۳۶۴ کیلومتر مربع.